# Chatham Maroons
Die Chatham Maroons waren ein kanadisches Eishockeyfranchise der International Hockey League aus Chatham-Kent, Ontario. Die Spielstätte der Maroons war die Chatham Memorial Arena.

## Geschichte
Die Chatham Maroons wurden 1949 als Franchise der International Hockey League gegründet. Gleich in ihrer ersten Spielzeit konnte die Mannschaft in der Saison 1949/50 den Turner Cup, gewinnen, nachdem sie sich im Finale in der Best-of-Seven-Serie mit 4:3 gegen die Sarnia Sailors durchsetzte. Trotz dieses Erfolges wechselten die Maroons nach drei Jahren in die Amateurliga OHA Sr. A, die sie 1956 und 1960 jeweils für sich entscheiden konnten, wobei sie in der Saison 1959/60 anschließend noch den Allan Cup gewannen, wodurch die Mannschaft kanadischer Amateurmeister wurde. Zudem erreichte Chatham in 1962 und 1963 jeweils das Playoff-Finale.     
Erst in der Saison 1963/64 kehrten die Chatham Maroons in die International Hockey League und somit in das professionelle Eishockey zurück. Nach einer enttäuschenden Spielzeit mit nur 47 Punkten aus 70 Spielen stellte das Franchise anschließend den Spielbetrieb ein.

## Saisonstatistik (IHL)
Abkürzungen: GP = Spiele, W = Siege, L = Niederlagen, T = Unentschieden, OTL = Niederlagen nach Overtime SOL = Niederlagen nach Shootout, Pts = Punkte, GF = Erzielte Tore, GA = Gegentore, PIM = Strafminuten
| Saison  | GP | W  | L  | T | OTL | SOL | Pts | GF  | GA  | Platz   | Playoffs                       |
| 1949–50 | 40 | 19 | 18 | 3 | —   | —   | 41  | 152 | 148 | 3., IHL | Turner Cup                     |
| 1950–51 | 52 | 25 | 23 | 4 | —   | —   | 59  | 211 | 215 | 3., IHL | Niederlage in der ersten Runde |
| 1951–52 | 48 | 22 | 23 | 3 | —   | —   | 47  | 206 | 218 | 4., IHL | Niederlage in der ersten Runde |
| 1963–64 | 70 | 21 | 44 | 5 | —   | —   | 47  | 211 | 278 | 7., IHL | nicht qualifiziert             |

## Team-Rekorde (IHL)

### Karriererekorde
Spiele: 138  Ed Didone
Tore: 58  George Drysdale
Assists: 87  Jim Campbell
Punkte: 124  Jim Campbell
Strafminuten: 265  Billy Booth